# 相沟镇
相沟乡，是中华人民共和国山東省临沂市莒南县下辖的一个乡镇级行政单位。

## 行政区划
相沟乡下辖以下地区：
殷家沟村、永安村、曾家官庄村、秦王柱村、上涧村、二涧村、西黄埝村、前古城村、后古城村、石家崖村、东结庄村、大结庄村、圈子村、三义口农村社区村、相沟街农村社区村、石河农村社区村、大王庄农村社区村、王祥农村社区村、崂子峪农村社区村、花沟农村社区村、沈保农村社区村、安子窝农村社区村和宋家沟农村社区村。